# (33914) 2000 LN14
2000 LN14 (asteroide 33914) é um asteroide da cintura principal. Possui uma excentricidade de 0.30273500 e uma inclinação de 16.69674º.
Este asteroide foi descoberto no dia 7 de junho de 2000 por LINEAR em Socorro.